# Cornechiniscus
Genre
Cornechiniscus est un genre de tardigrades de la famille des Echiniscidae.

## Liste des espèces
Selon Degma, Bertolani et Guidetti, 2013 :
- Cornechiniscus brachycornutus Maucci, 1987
- Cornechiniscus ceratophorus (Maucci, 1973)
- Cornechiniscus cornutus (Richters, 1907)
- Cornechiniscus holmeni (Petersen, 1951)
- Cornechiniscus lobatus (Ramazzotti, 1943)
- Cornechiniscus madagascariensis (Maucci, 1993)
- Cornechiniscus mystacinus (Gąsiorek, 2022)[2]
- Cornechiniscus schrammi (Dastych, 1979)
- Cornechiniscus subcornutus Maucci & Ramazzotti, 1981
- Cornechiniscus tibetanus (Maucci, 1979)

## Publication originale
- Maucci & Ramazzotti, 1981 : Cornechiniscus gen. nov.: nuova posizione sistematica per i cosiddetti 'Pseudchiniscus gruppo cornutus', con descrizione di una nuova specie (Tardigrada, Echiniscidae). Memorie dell'Istituto Italiano di Idrobiologia Dott Marco de Marchi, vol. 39, p. 147-151.